# 旧加藤家住宅 (北名古屋市)
旧加藤家住宅（きゅうかとうけじゅうたく）は、愛知県北名古屋市に所在する登録有形文化財。

## 概要
加藤家は当地の大地主であり、「大加藤」とも通称された。江戸時代には六ツ師村の庄屋を務め、江戸末期から1892年（明治25年）ごろまで酒造を行っていたという。明治時代には引き続き、六ツ師村の村長も務めた。
1998年（平成10年）に所有者により、所蔵していた各種資料とともに師勝町に寄贈された。敷地の東側には、土小屋・南小屋・酒蔵・北小屋があったものの、これらは現存せず、跡地に回想法センターが建てられている。

## 文化財
| 画像 | 名称   | 備考 |
| ---- | ------ | --- |
|      | 北高塀 | 昭和初期の建築。木造、延長11メートル、土塀27メートルが附属する。1999年（平成11年）11月18日、国土の歴史的景観に寄与しているものとして国登録有形文化財となる。                                               |
|      | 主屋   | 1880年（明治13年）もしくは1886年（明治19年）の建築と伝えられている。木造2階建、瓦葺、建築面積212平方メートル。1999年（平成11年）11月18日、国土の歴史的景観に寄与しているものとして国登録有形文化財となる。 |
|      | 土蔵   | 明治10年代の建築。土蔵造2階建、瓦葺、建築面積27平方メートル。1999年（平成11年）11月18日、国土の歴史的景観に寄与しているものとして国登録有形文化財となる。                                                  |
|      | 長屋門 | 明治初期の建築。木造平屋建納屋附属、瓦葺、建築面積60平方メートル。1999年（平成11年）11月18日、国土の歴史的景観に寄与しているものとして国登録有形文化財となる。                                             |
|      | 離れ   | 昭和初期の建築。木造平屋建、瓦葺、建築面積71平方メートル。1999年（平成11年）11月18日、国土の歴史的景観に寄与しているものとして国登録有形文化財となる。                                                     |
|      | 中門   | 明治10年代の建築。木造薬医門、間口1.0メートル、屋根塀7.7メートル附属。1999年（平成11年）11月18日、国土の歴史的景観に寄与しているものとして国登録有形文化財となる。                                         |

## 現地情報
所在地
- 愛知県北名古屋市六ッ師南屋敷704-1[WEB 1]

交通アクセス
- 名鉄犬山線徳重・名古屋芸大駅より東へ約1.8キロメートル[1]

### WEB
1. 1 2 3 4 5 6  “旧加藤家住宅主屋”. 国指定文化財等データベース.   文化庁. 2024年9月26日閲覧。
2. 1 2 3 4  “旧加藤家住宅北高塀”. 国指定文化財等データベース.   文化庁. 2024年9月26日閲覧。
3. 1 2 3 4  “旧加藤家住宅土蔵”. 国指定文化財等データベース.   文化庁. 2024年9月26日閲覧。
4. 1 2 3 4  “旧加藤家住宅長屋門”. 国指定文化財等データベース.   文化庁. 2024年9月26日閲覧。
5. 1 2 3 4  “旧加藤家住宅離れ”. 国指定文化財等データベース.   文化庁. 2024年9月26日閲覧。
6. 1 2 3 4  “旧加藤家住宅中門”. 国指定文化財等データベース.   文化庁. 2024年9月26日閲覧。

### 書籍
1. 1 2 3 4  谷進 2005, p. 79.
2. 1 2 3  谷進 2005, p. 78.